# Camellia edithae
Camellia edithae là một loài thực vật có hoa trong họ Theaceae. Loài này được Hance mô tả khoa học đầu tiên năm 1861.